# Hell-Cat Maggie
Hell-Cat Maggie (1820-1845) va ser el pseudònim d'una criminal dels Estats Units i primer membre dels Dead Rabbits. Era una coneguda personalitat del districte de Five Points de Manhattan i era una lluitadora destacada, amb les dents esmolades en punta i els dits adornats amb llargues ungles de llautó semblants a unes urpes.

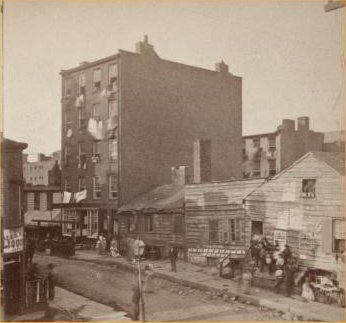
El districte de Five Points veié nombrosos enfrontaments entre bandes durant el

Va lluitar al costat dels Dead Rabbits i altres grups de Five Points contra bandes nativistes rivals de Bowery, sobretot els Bowery Boys, durant els primers anys de la dècada de 1840. Tot i que hi ha poca informació sobre la seva vida, és una de les primeres delinqüents femenines de l'època de les "bandes de Nova York" i ha estat comparada amb altres delinqüents femenines com Gallus Mag i Battle Annie, aquesta última líder de les dones auxiliars de la Banda Gopher durant la dècada de 1870.
Un personatge compost basat en Hell-Cat Maggie, Sadie the Goat (l'existència històrica de la qual ha estat posada en dubte) i Gallus Mag va ser interpretat per Cara Seymour en l'adaptació cinematogràfica del 2002 de Gangs of New York de Herbert Asbury dirigida per Martin Scorsese. També va aparèixer a la novel·la històrica del 2003 A Passionate Girl, de Thomas J. Fleming.
La Phillips Distilling Company va comercialitzar una marca de whisky irlandès conegut com Hell-Cat Maggie, en homenatge a la vida i la ferocitat de la famosa combatent urbana.